# Civilian (album de Gentle Giant)
Pour les articles homonymes, voir Civilian.
Albums de Gentle Giant
Giant for a Day
(1978)
Civilian est le onzième et dernier album studio du groupe britannique Gentle Giant, sorti en 1980. Il a été enregistré aux studios Sound City du quartier Van Nuys de Los Angeles avec l’ancien ingénieur des Beatles, Geoff Emerick. Composé principalement de courtes chansons rock, il est plus proche d'un son hard que du style progressif pour lequel le groupe est le plus connu. L’album a également marqué le retour à Columbia Records aux États-Unis et au Canada après un hiatus de huit ans. Le dernier album du groupe sorti avec Columbia avait été Octopus en 1972.
Peu de temps après la sortie de l'album, Gentle Giant a fait une tournée d'adieu et s'est ensuite séparé. L'album a été un échec critique et commercial, l'accueil négatif étant tellement écrasant que certains magasins de disques auraient refusé de le vendre pour craindre de générer une mauvaise publicité.
Une chanson inédite, Heroes No More, a été incluse sur certaines rééditions en CD de l'album. Une autre pièce de cette même période, You Haven't A Chance, est apparue sur la compilation Under Construction 17 ans plus tard.

## Chansons
- Tous les titres sont de Kerry Minnear, Derek Shulman et Ray Shulman, sauf avis contraire. 
1. Convenience (Clean and Easy) (3:14) - Derek Shulman et Gary Green.
2. All Trough the Night (4:20)
3. Shadows on the Street (3:18)
4. Number One (4:39)
5. Underground (3:48)
6. I Am a Camera (3:33)
7. Inside Out (5:51)
8. It's Not Imagination (3:59)

Bonus
1. Heroes No More (4:25)

## Personnel
- Derek Shulman - Chant sauf sur 3
- Gary Green - Guitares sauf sur 3
- Kerry Minnear - Piano sur 3, piano électrique sur 1, 3-9, orgue Hammond sur 2, 3, 9, clavinet sur 7, Minimoog sur 1-7, 9, chant sur 3
- Ray Shulman - Basse, guitare acoustique sur 5, 6, chœurs
- John Weathers - Batterie, tambourin sur 4-6, 8, 9, variateur de vitesse pour cymbales sur 1, percussions sur 7, chœurs